# アグレッシ部
「アグレッシ部」（アグレッシぶ）は、日本のヒップホップMC、KREVAのメジャー9枚目のシングル。発売元はポニーキャニオン。
MIX CD『BEST OF MIXCD NO.1』と同時発売。

## 概要
- 初回特典として「アグレッシ部」のビデオクリップと「COUNTDOWN JAPAN 06/07」のライブ映像（「国民的行事」「Have a nice day!」「ひとりじゃないのよ」）を収録したDVD付き。
- ジャケットは2種類。
- アグレッシ部は日本テレビ系の番組「恋愛部活」のために制作された。11月28日に同番組にKREVAがゲスト出演した際に曲の制作を依頼されていた。番組側には8曲程候補のトラックを提出しており、現在のものを採用。元はレコードをサンプリングして作った物で、そこからの試行錯誤で制作には時間を要したという。歌詞は冒頭のラップ部分以外は番組を観て感じたことや自分の気持ちを合わせて制作された[2]。
- PVは須永秀明監督が手がけている。
- 2007年2月7日に「恋愛部活」の番組内で曲を発表し、翌週の2月14日にはその日限定で着うたのダウンロードを実施した。
- 2007年3月9日にNHKの番組「ポップジャム」、3月16日に日本テレビ系の番組「音楽戦士 MUSIC FIGHTER」にて「アグレッシ部」が披露された。
- 2007年9月5日発売の3rdアルバム『よろしくお願いします』（及びその廉価版として2009年9月8日に限定発売された「何卒よろしくお願いします」）の最終トラックには「アグレッシ部(Remix) feat.KOHEI JAPAN & SHINGO☆西成」が収録されている。

## 収録曲
- All Music & Words by KREVA

1. アグレッシ部
Sample Track Arrangement by GABRIELE ROBERTO
Outro Keyboard Played by SONOMI（くレーベル）
2. THE SHOW（熊井吾郎Remix）
Remixed by 熊井吾郎
3. 口元に笑み
4. アグレッシ部(Inst.)
Sample Track Arrangement by GABRIELE ROBERTO
Outro Keyboard Played by SONOMI（くレーベル）
5. THE SHOW（熊井吾郎Remix Inst.）
Remixed by 熊井吾郎
6. 口元に笑み(Inst.)

## 楽曲の収録アルバム
- よろしくお願いします（#1）
- クレバのベスト盤（#1）